# Kasteel van de aartsbisschoppen van Narbonne
Het Kasteel van de aartsbisschoppen van Narbonne of Kasteel van Capestang (Frans: Château des archevêques de Narbonne) is een kasteel in de Franse gemeente Capestang. Het kasteel is een beschermd historisch monument sinds 1995.